# Oil of Every Pearl's Un-Insides Non-Stop Remix Album
Oil of Every Pearl's Un-Insides Non-Stop Remix Album (estilizado como OIL OF EVERY PEARL'S UN-INSIDES NON-STOP REMIX ALBUM) es el primer álbum de remezclas de la artista y productora escocesa Sophie y el último álbum lanzado durante su vida. Incluye versiones alternativas y remezclas de canciones de su primer álbum de estudio Oil of Every Pearl's Un-Insides, así como nuevas canciones, presentadas como una mezcla de DJ ininterrumpida.

## Lanzamiento
El álbum fue anunciado durante una entrevista en la alfombra roja en la 61.ª entrega anual de los Premios Grammy. En julio de 2019, el álbum fue lanzado como parte de un conjunto de 3 CD limitado a 100 copias el cual incluye el álbum de remixes de doble disco, el original Oil of Every Pearl's Un-Insides, así como un bolso de mano. El álbum fue lanzado más tarde como dos videos en YouTube el 29 de julio, y luego en plataformas digitales y de transmisión el 6 de septiembre.

## Lista de canciones
| Lado 1 |                                                          |          |  |
| N.º    | Título                                                   | Duración |  |
| 1.     | «Cold World»                                             | 4:25     |  |
| 2.     | «Not Okay (Alone Remix)»                                 | 1:24     |  |
| 3.     | «XTC Acid»                                               | 3:12     |  |
| 4.     | «Ponyboy (Megadog)»                                      | 4:57     |  |
| 5.     | «Push Emission (Whore Moans)»                            | 5:27     |  |
| 6.     | «Ponyboy (Faast Boy Remix)»                              | 5:44     |  |
| 7.     | «Faceshopping (Lipstick Gel Remix)»                      | 2:45     |  |
| 8.     | «Not Okay (Machine World)»                               | 1:45     |  |
| 9.     | «Whole New World (Doss and Sophie Remix)»                | 3:30     |  |
| 10.    | «Infatuation (Lichtbogen Dreamin' Remix)»                | 5:08     |  |
| 11.    | «Faceshopping (Euphoric Reduce Me To Nothingness Remix)» | 5:11     |  |
| 12.    | «Pretending I Give In (Let Go)»                          | 4:07     |  |

| Lado 2  |                                                |          |  |
| N.º     | Título                                         | Duración |  |
| 1.      | «Pretending (Glasshouse)»                      | 6:07     |  |
| 2.      | «Whole New World (Big Kiss Remix)»             | 3:09     |  |
| 3.      | «Pony Whip» (con BC Kingdom)                   | 4:11     |  |
| 4.      | «Faceshopping (Money Mix)» (con Bibi Bourelly) | 3:54     |  |
| 5.      | «Pretend World (Shop Front)»                   | 3:08     |  |
| 6.      | «Laser»                                        | 3:41     |  |
| 7.      | «Cold Water»                                   | 3:41     |  |
| 8.      | «Dive (SDF)»                                   | 1:49     |  |
| 9.      | «Infatuation (Sunlight Zone)»                  | 1:08     |  |
| 10.     | «Infatuation (Twilight Zone)»                  | 1:29     |  |
| 11.     | «Infatuation (Midnight Zone)»                  | 5:55     |  |
| 12.     | «Infatuation (The Abyss)»                      | 0:59     |  |
| 13.     | «Infatuation (The Trenches)»                   | 8:01     |  |
| 1:34:48 |                                                |          |  |

## Historial de lanzamiento
| Región | Fecha                   | Formato          | Discográfica                           |
| ------ | ----------------------- | ---------------- | -------------------------------------- |
| Varios | Julio de 2019           | Disco compacto   | MSMSMSM, Future Classic, Transgressive |
| Varios | 29 de julio de 2019     | YouTube          | MSMSMSM, Future Classic, Transgressive |
| Varios | 8 de septiembre de 2019 | Descarga digital | MSMSMSM, Future Classic, Transgressive |